# Alexander Blockx
Alexander Blockx (* 8. April 2005 in Antwerpen) ist ein belgischer Tennisspieler.

## Karriere
Blockx war bis 2023 auf der ITF Junior Tour spielberechtigt. Dort erreichte er Rang 1 der Ranglist. Sein bestes Ergebnis bei Grand-Slam-Turnieren war der Sieg 2023 bei den Australian Open im Einzel Anfang des Jahres. Im Doppel erreichte er dort ebenfalls das Finale.
Bei den Profis spielte Blockx ab der zweiten Hälfte von 2022 hauptsächlich auf der drittklassigen ITF Future Tour, wo er im Einzel und Doppel zunächst nie mehr als die zweite Runde erreichen konnte. Seinen einzigen Auftritt auf einem anderen Niveau hatte er beim ATP-Tour-Event in Antwerpen, als er für den Doppelwettbewerb eine Wildcard erhielt. Mit seinem Landsmann Ruben Bemelmans verlor er zum Auftakt deutlich – für Bemelmans war es das letzte Profimatch. In der Tennisweltrangliste konnte er durch Siege auf der Future Tour jeweils Punkte sammeln, die aber im ersten Profijahr nicht für eine Platzierung in den Top 1000 reichten. Im Laufe seines zweiten Profijahres konnte er sich 2023 dank zweier Future-Turniersiege bis auf Platz 354 hochspielen.
Ab der Saison 2024 spielte Blockx vor allem auf der ATP Challenger Tour, wo er nach Danderyd 2023, als er das erste Halbfinale erreicht hatte, sechsmal unter den letzten Vier stand. Beim Turnier in Kōbe überstand er das erste Mal auch diese Runde und gewann im Endspiel gegen Jurij Rodionov den ersten Titel dieses Niveaus. In der Weltrangliste stand er damit kurz vor dem Sprung unter die Top 200.

## Erfolge
| Legende (Anzahl der Siege) |
| Grand Slam                 |
| ATP Finals                 |
| ATP Tour Masters 1000      |
| ATP Tour 500               |
| ATP Tour 250               |
| ATP Challenger Tour (2)    |

### Einzel

#### Turniersiege
| Nr. | Datum             | Turnier | Belag         | Finalgegner    | Ergebnis |
| --- | ----------------- | ------- | ------------- | -------------- | -------- |
| 1.  | 17. November 2024 | Kōbe    | Hartplatz (i) | Jurij Rodionov | 6:3, 6:1 |
| 2.  | 26. Januar 2025   | Oeiras  | Hartplatz (i) | Liam Draxl     | 7:5, 6:1 |

## Abschneiden bei Grand-Slam-Turnieren

### Junioreneinzel
| Turnier         | 2022 | 2023 | Karriere |
| --------------- | ---- | ---- | -------- |
| Australian Open | —    | S    | S        |
| French Open     | 2    | AF   | AF       |
| Wimbledon       | AF   | —    | AF       |
| US Open         | VF   | —    | VF       |

### Juniorendoppel
| Turnier         | 2022 | 2023 | Karriere |
| --------------- | ---- | ---- | -------- |
| Australian Open | —    | F    | F        |
| French Open     | 1    | —    | 1        |
| Wimbledon       | 1    | —    | 1        |
| US Open         | AF   | —    | AF       |

Zeichenerklärung: S = Turniersieg; F, HF, VF, AF = Einzug ins Finale / Halbfinale / Viertelfinale / Achtelfinale; 1, 2, 3 = Ausscheiden in der 1. / 2. / 3. Hauptrunde; nicht ausgetragen